# Église de la Trinité de Guerguéti
 (décembre 2024).
L’Église de la Trinité de Guerguéti (géorgien : გერგეტის სამების ეკლესია, Gerget’is samebis ek’lesia) est le nom d'une église du XIVe siècle située près du village de Guerguéti en Géorgie, au-dessus de la ville de Stephantsminda.
Elle est sur la rive droite de la rivière Tchkheri, un affluent du fleuve Terek, à une altitude de 2 170 m au pied du mont Kazbek (5 047 mètres d'altitude).
Le complexe monastique comprend une église à croix inscrite (la seule de la province de Khévi), d'un clocher (tous deux du XIVe siècle) et d'un bâtiment du conseil (საბჭეო) construit au XVe siècle contre le mur sud de l'église.

## Galerie

Panorama à 360° de l’église d’altitude de la Trinité du village de Guerguéti, du mont Chani (ou Gora Chan) et du mont Kazbek.

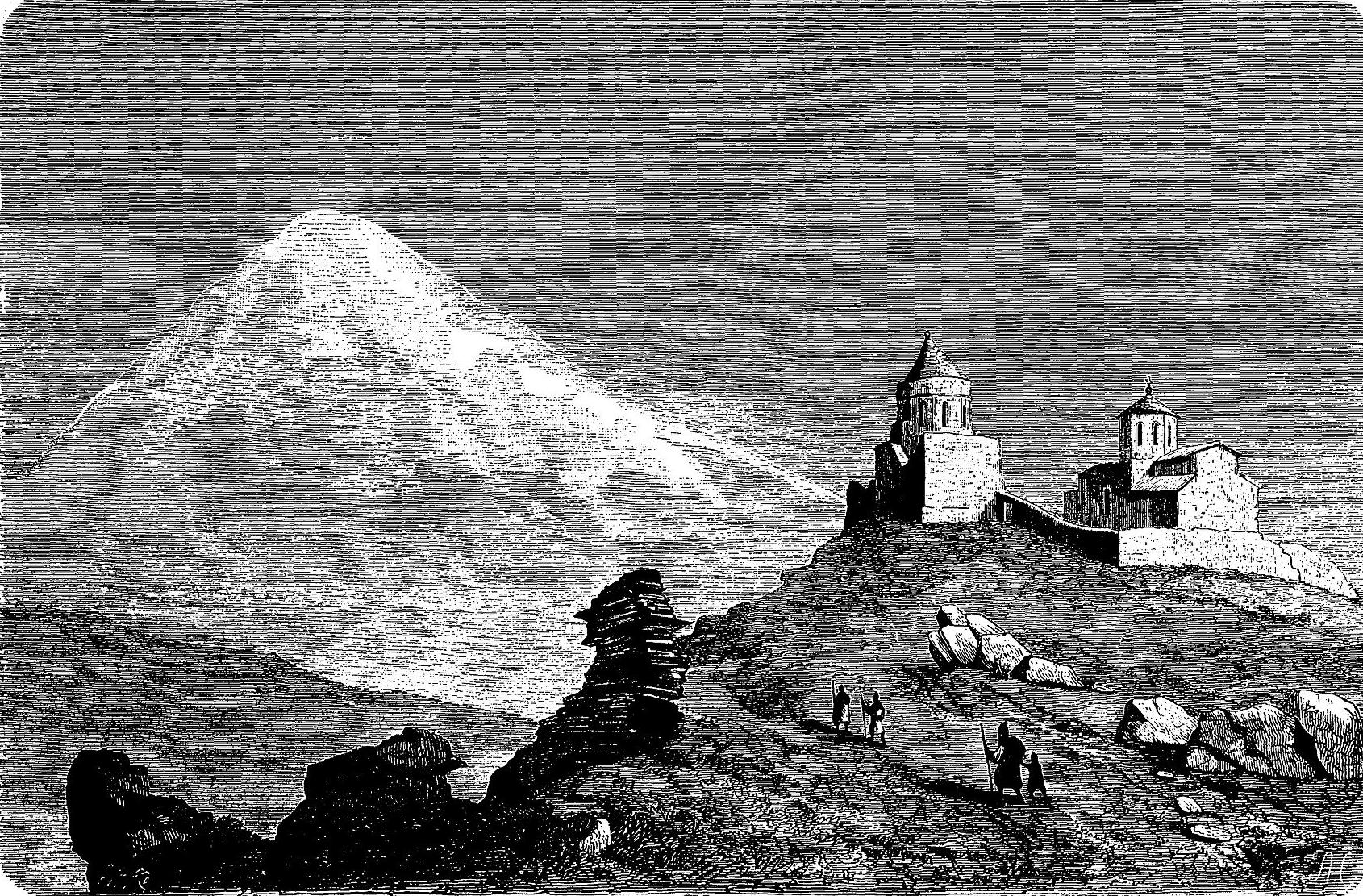
L'Église de la Trinité. Au fond, le mont Kazbek. Gravure de 1884.
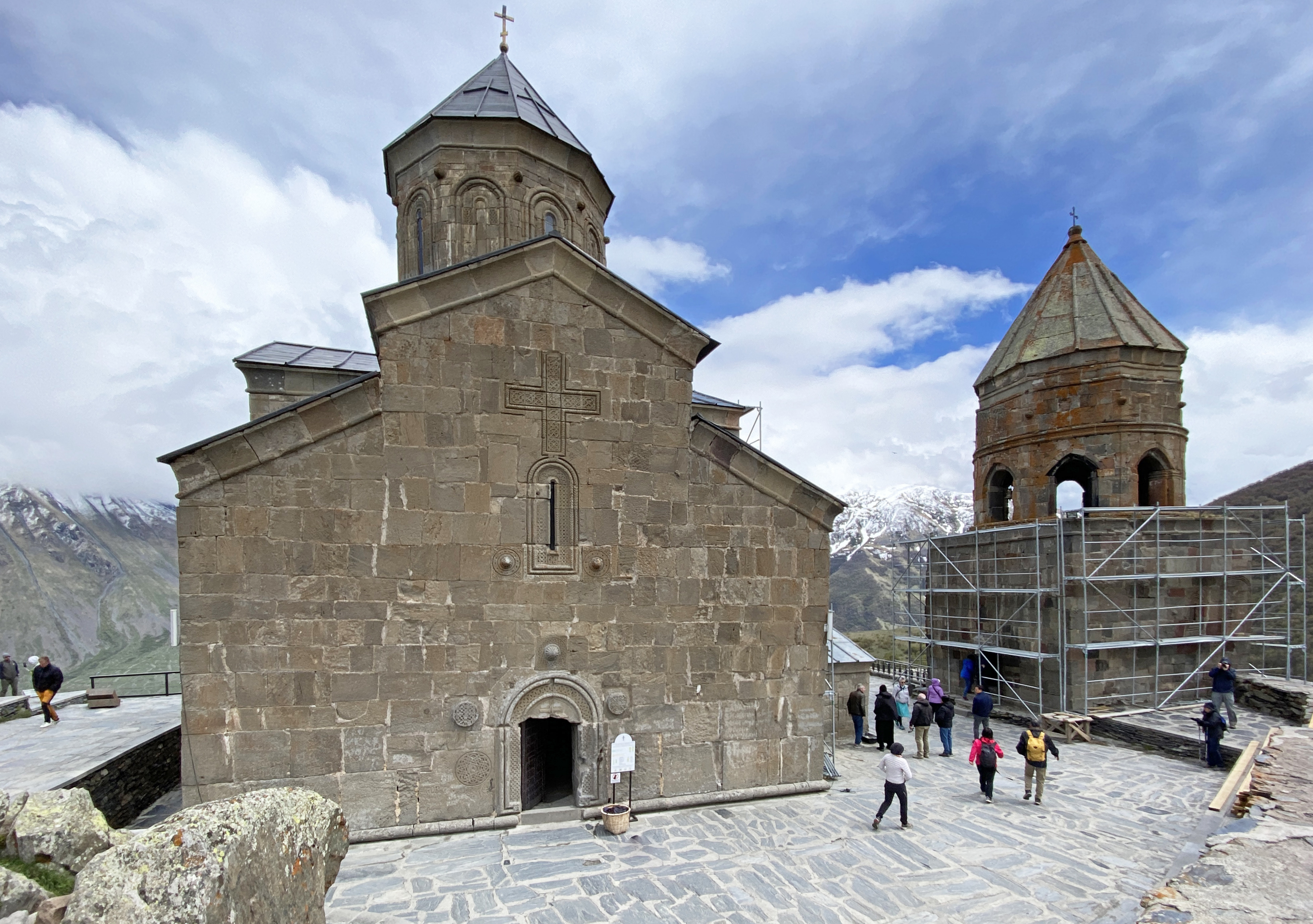
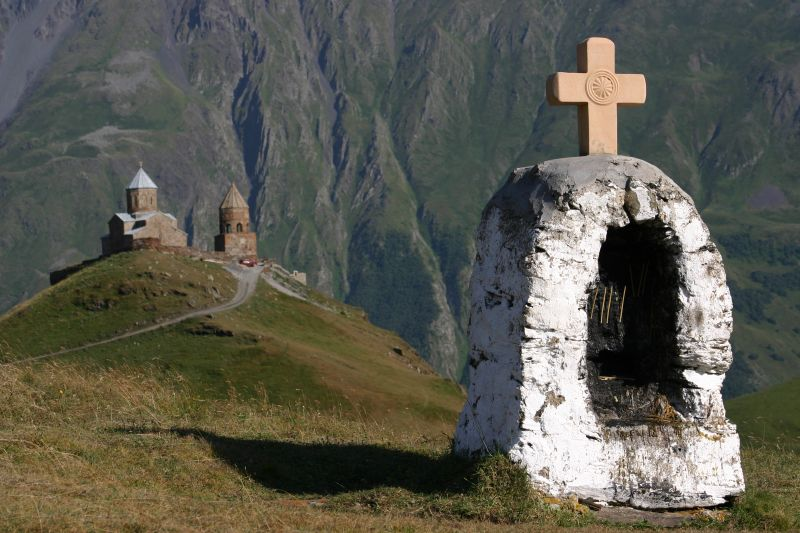
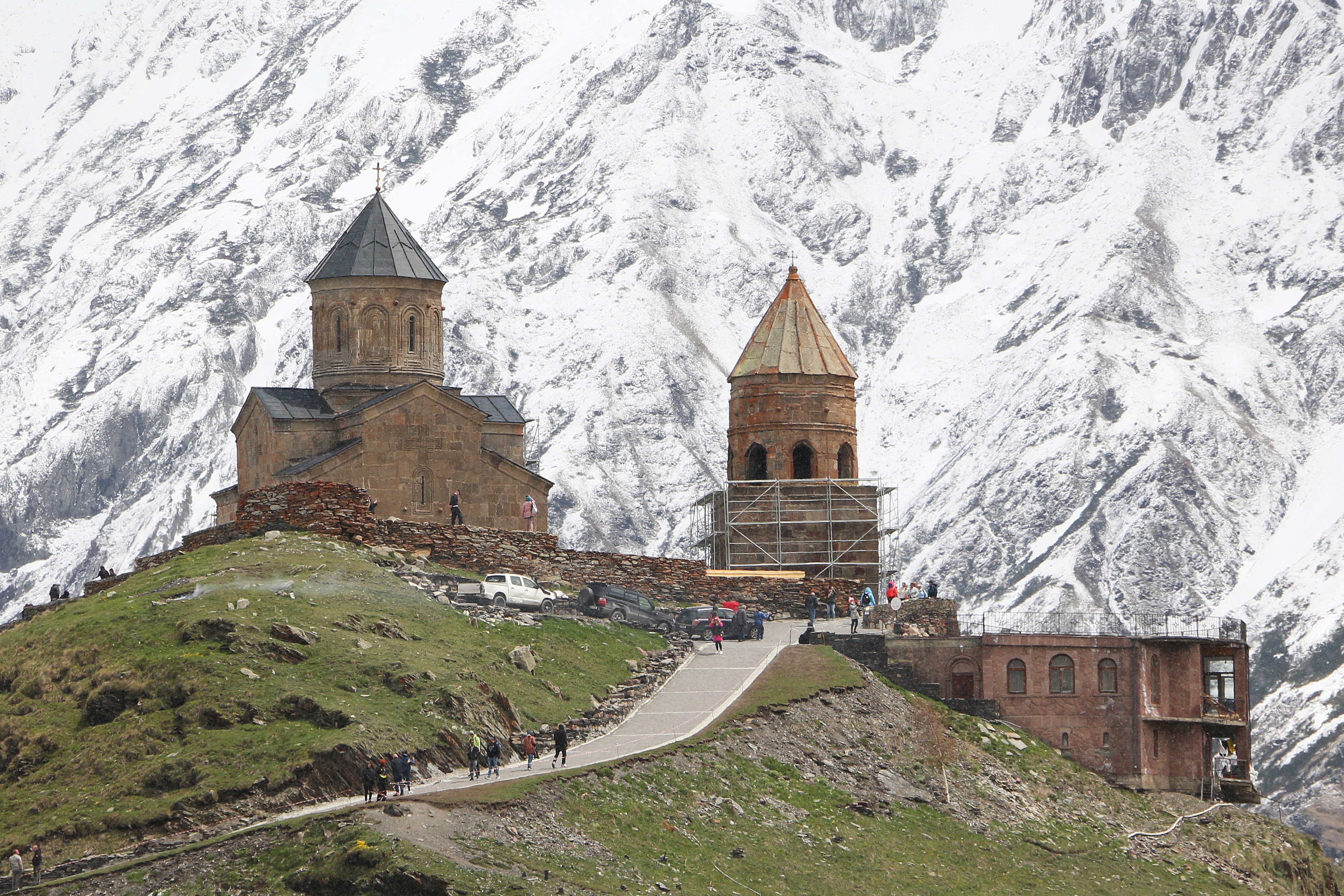